# Mohácsi János (rendező)
Mohácsi János (Budapest, 1959. december 13. –) Jászai Mari-díjas magyar rendező, egyetemi tanár, színész, érdemes művész.

## Életpályája
Szülei: Mohácsi János mérnök és Horváth Piroska, aki a statisztikai hivatalban dolgozott. Testvérei közül édesanyjuk indította el kettejüket – János mellett az író, dramaturg Istvánt – a színi pályán; András szobrász, nővére Amerikában él.
1974–1978 között az ELTE Apáczai Csere János Gyakorlógimnázium és Kollégium tanulója volt. Egyetemi tanulmányait a Marx Károly Közgazdaságtudományi Egyetemen pénzügy szakon folytatta 1979-1981 között, de nem fejezte be. Közben 1980–1983 között amatőrként a Mozgó Színház rendezője volt. 1983-2010 között a kaposvári Csiky Gergely Színház rendezője volt. 1983-ban Ascher Tamás hívására szerződött ide, előbb színész, segédrendező, majd 1984-ben megrendezte Hogyan vagy, partizán, avagy Bánk bán című stúdió-előadását, amely egyéni hangvételével, formabontó színpadi megoldásaival szakmai és közönségsikert is aratott. 2010-2011 között még ugyanitt vendégrendező, majd szabadúszó. 2013-ig volt a Nemzeti Színház külsős rendezője is.
Rendezett és rendez a Bárka Színházban, a Nemzeti Színházban, a Radnóti Miklós Színházban, a Vígszínházban, a kecskeméti Katona József Színházban, a nyíregyházi Móricz Zsigmond Színházban, a Pécsi Nemzeti Színházban, a székesfehérvári Vörösmarty Színházban, a szombathelyi Weöres Sándor Színházban.
A hivatalosan 2004. augusztus 27-től működő Kaposvári Egyetem Művészeti főiskolai kar Színházi tanszékének vezető mesterségtanára volt 2013 őszi elbocsátásáig. Osztálya 2012-ben végzett.

## Színpadi munkái

### Rendezőként
- Katona-Shakespeare-Theokritosz: Hogyan vagy partizán? avagy Bánk bán (1984)
- Kiss Anna: Bolondmalom (1985)
- Baum: Óz, a nagy varázsló (1986-1987)
- Mohácsi: Tévedések végjátéka avagy tévedések víg játéka (1988)
- Schiller: Ármány és szerelem (1989)
- Dürrenmatt: A nagy Romulus (1991)
- Kálmán Imre: Csárdáskirálynő (1993, 2011)
- Eörsi István: A kihallgatás (1993)
- Jókai Mór: Itt a vége, pedig milyen unalmas napnak indult (1993)
- Carlo Goldoni: A kávéház (1994)
- Arthur Miller: Istenítélet (1995, 2008, 2015)
- Szirmai Albert: Mágnás Miska (1996, 1998, 2016)
- Paul Foster: Tom Paine (1996)
- Georges Feydeau: Bolha a fülbe (1997, 2004, 2013)
- Bulgakov: Iván, a rettentő (1998)
- Síparadicsom (1998)
- Brecht: Krétakör (1998)
- Erdman: A mandátum (2000)
- Heller: Megbombáztuk Kaposvárt (2000)
- Mohácsi: A vészmadár, avagy hamar munka ritkán jó (2001)
- Kovács–Mohácsi: Csak egy szög (2003)
- Bíró Lajos: Sárga liliom (2004)
- Frayn: Veszett fejsze (2005, 2010)
- Paul Foster: I. Erzsébet (2006)
- Mohácsi: 56 06 őrült lélek vert hadak (2006)
- Dosztojevszkij: Ördögök (2007)
- Molière: A képzelt beteg (2008, 2015)
- Peter Shaffer: Sötét komédia (2008)
- Rolf Hochhuth: A helytartó (2009)
- Ion Luca Caragiale: Az elveszett levél (2009)
- Pintér Béla: Parasztopera (2010)
- Tóth Ede: A falu rossza (2010, 2016)
- Mohácsi: Francia rúdugrás (2010)
- Molnár Ferenc: Játék a kastélyban (2010, 2017)
- Mohácsi: Egyszer élünk avagy a tenger azontúl tűnik semmiségbe (2011)
- Heltai Jenő: Naftalin (2011)
- William Shakespeare: Víkereszt, avagy elmentek ti a jó.... (2011)
- Carlo Goldoni: A nyaralás (2013)

### Szerzőként
- Hogyan vagy partizán? avagy Bánk bán (1984)
- Tévedések végjátéka avagy tévedések víg játéka (1988)
- Ármány és szerelem (1989)
- 1916. A Csárdáskirálynő (1993)
- Krétakör (1998)
- Megbombáztuk Kaposvárt (2000)
- A vészmadár - avagy hamar munka ritkán jó (2001)
- Csak egy szög (2003)
- 56 06 őrült lélek vert hadak (2006)
- Ördögök (2007)
- Kurátorok (2008)
- Az elveszett levél (2009)
- Egyszer élünk, avagy a tenger azontúl tűnik semmiségbe (2011)
- Szentivánéji álom (2012)
- Liliomfi (2012)
- A Dohány utcai seriff (2012)
- A nyaralás (2013)
- A velencei kalmár (2013)
- Hippolyt, avagy a nagypolgári villa mellé jár az ezüst kiskanál (2013)
- A csillagos ég, avagy a nemzetközi sikerre való tekintet (2013)
- Képzelt beteg (2013)
- e föld befogad avagy SZÁMODRA HELY (2014)
- Buborékok (2015)
- Köd utánam (2015)
- A Falu rossza (2016)
- Mágnás Miska (2016)
- Johanna, avagy maradjunk már emberek (2020)

### Színészként
- Miljutyin: Filmcsillag....Erőművész
- William Shakespeare: Hamlet, dán királyfi....
- Hoffmann: Diótörő....Zsinóros huszár
- Bulgakov: A Mester és Margarita....
- Ghelderode: Pantagleize....Harmadik pincér
- Csehov: Cseresznyéskert....
- Katona–Shakespeare–Theokritosz: Hogyan vagy partizán? avagy Bánk bán....Myska bán

### Dramaturgként
- Carlo Goldoni: A kávéház (1994)
- Paul Foster, Vajda Miklós: Tom Paine (1996)
- Georges Feydeau, Ébl Helga: Bolha a fülbe (1997)

## Kiadott művei

### Filmek
Színházi felvételek (rendezőként):
- Tévedések vígjátéka (1990)
- Ármány és szerelem (1992)
- 1916. A Csárdáskirálynő (1995)
- Itt a vége, pedig milyen unalmas napnak indult (1995)
- A kávéház (1995)
- Sárga liliom (2003)
- "56 06 / Őrült lélek, vert hadak" (2008)
- Csak egy szög (2009)
- Játék a kastélyban (2011)

### Könyvek
- Bíró Lajos után Mohácsi István és Mohácsi János (Nemzeti Színház színműtár sorozat): Sárga liliom - ködben égő bánat három zenés részben (2005) ISBN 963 9578 25 8
- Fedor Mihajlovic Dostoevskij alapján Kovács Márton, Mohácsi István, Mohácsi János (Nemzeti Színház színműtár sorozat): Ördögök - időjárás két részben (2008) ISBN 978 963 87512 6 3
- Kovács Márton, Mohácsi István, Mohácsi János (Nemzeti Színház színműtár sorozat): Egyszer élünk avagy (2011) ISBN 978 963 88537 9 0
- Mohácsi István–Mohácsi János: E föld befogad avagy Számodra hely; in: A felejtés ellen. Kortárs magyar színdarabok; szerk. Szűcs Mónika; Selinunte, Bp., 2016 (Olvasópróba)
- Mohácsi István–Mohácsi János: Múltépítés, avagy meghalni könnyű, élni a nehéz; Prae.hu, Bp., 2018

## Díjai
- Országos Színházi Találkozó díjak (1993,[12] 1997,[13] 1999[14])
- Bezerédj-díj (1994)[15]
- Színikritikusok Díja (1994,[16] 1995,[17] 1999,[18] 2001,[19] 2004,[20] 2009,[21] 2011,[22] 2012,[23] 2013,[24] 2015[25] )
- Jászai Mari-díj (1995)
- Paál István-díj[m 3] (1998)[26]
- A Pécsi Országos Színházi Találkozó díjak (2001,[28] 2006,[29] 2009,[30] 2011,[31] 2012,[32] 2014[33])
- Érdemes művész (2008)
- Szép Ernő-jutalom, Mohácsi Istvánnal közösen - eredeti világlátású színpadi szövegeikért (2014)[34]
- Kortárs Magyar Dráma-díj (2019)
- Randóti Miklós antirasszista-díj (2020)[35]